# おネプ!
『おネプ!』は、テレビ朝日系列局で放送されたテレビ朝日制作のバラエティ番組。制作局のテレビ朝日では1999年10月2日から2001年3月26日まで放送。
この項目では、1998年10月2日から1999年9月25日まで同局で放送された前身番組『ネプいっ!』についても触れる。

## 概要
ネプチューンの3人がメインを務めた深夜番組で、1998年に『ネプいっ!』と題してスタートした後、1999年に改題リニューアルした。当初はローカルセールス枠で放送の単独番組だったが、2000年4月以降は『ネオバラエティ』月曜第1部の番組として放送されていた。
番組の終了後、同じく『ネオバラエティ』枠で後継番組の『ちゃんネプ』がスタートした。

## 出演者
- 名倉潤（ネプチューン）
- 原田泰造（ネプチューン）
- 堀内健（ネプチューン）

## スタッフ
- 構成：高須光聖、松井洋介、すずきB、渡辺鐘 / 雨空トッポ
- スタジオ技術：テイクシステムズ
- ロケ技術：高村実（東通）
- 編集：国井勝雄（ヌーベルバーグ）
- 音効：中村充（アーツポート企画）
- 美術：吉木崇
- 美術協力：テレビ朝日クリエイト
- ディレクター：安斉克広 / 伊東寛晃（テレビ朝日） ほか
- チーフディレクター：石和富志男
- プロデューサー：大竹睦（テレビ朝日）/ 上村達也
- チーフプロデューサー：澤將晃（テレビ朝日）
- 協力：Bitz
- 企画協力：渡辺プロダクション→ワタナベエンターテインメント
- 制作協力：スーパープロデュース
- 制作著作：テレビ朝日

## 主なコーナー

### ネプタク
ネプチューンの3人がタクシーの運転手役を務めていたコーナー。『ネプいっ!』時代から2000年まで実施。

### 祈願成就!出張ネプ投げ
原田扮する「原田大明神」が、番組に応募してきた団体の祈願（商店街の発展やサークルの試合の勝利等）を成就させるべく、彼らに巴投げを仕掛けていたコーナー。『ネプいっ!』時代から続くメインコーナーである。
露払いを務める堀内は、原田の相棒であり愛人の「堀内MICO一番」に扮して出演。名倉はコーナーの進行役を務めていた。
原田の投げ方は様々で、ノーマルな巴投げはもとより、巨乳の女性に対しては胸を強調させる「バックボイン投げ」を、原田の個人的な好みの女性に対しては難解とされる「エックス投げ」を、満場一致の美人に対しては股を大きく広げさせる「フェニックス（不死鳥投げ）」などを仕掛けていた。さらには、堀内に対しても「MICOフラッシュ」や「パコーンフラッシュ」という股を自ら広げさせる必殺技を仕掛けていた。そして、堀内が投げられた女性に対し抱いたインスピレーションを「出ました!○○○○○でございます」と述べるのがコーナーの定番となっていた。コーナーのラストでは、原田がその日の思いを込めた言葉を刻んだボクサーパンツをその場で脱ぎ、収録に訪れているギャラリーに向かって投げるのが恒例になっていた。
また、終わりが近付くと、正体不明のライバルが原田の前に姿を現していた。ライバルとの戦いで苦戦する原田を救うため、堀内は原田に対し変身カプセルを使用するが、原田はパワーダウンしてしまう。エネルギー切れになった原田に、堀内はハートマークの巨大な破魔矢を尻にグサリと刺してエネルギーを注入し、刺された原田が「効いた〜、愛〜の目覚め〜」（元ネタは『ゼンダマン』）と叫びながら復活して敵を倒すというお決まりのコントも行われていた。
原田は実際には柔道の経験がなかった(巴投げは堀内とふざけ合ってる際に偶然出来るようになった)が、中途半端な投げ方では受け身が出来ない素人参加者に怪我をさせてしまうという最悪の事態を防ぐため、柔道をこのコーナーのために一から学んでいた。
初期は男性の一般参加者も投げていたが、お色気コーナーとして定着してからは主にスカートを穿いた若い女性を専門的に投げていた。原田が投げる際に高確率で彼女たちの肌や下着が見えるため、男性視聴者からは人気を博していたが、問題になっていた。放送と青少年に関する委員会（現・放送倫理・番組向上機構）からも「カメラアングルがのぞきを肯定しているかのようだ」との指摘を受け、コーナー打ち切りを余儀なくされた。
番組の最終回には生放送でネプ投げ封印式が行われ、原田大明神の「断パンツ式」が行われた。この時に、原田は普通の30歳の男性に戻ると同時に、堀内MICO一番と結婚することを発表した。

### 超有名人が集まる喫茶店
ネプチューンの3人が店員を務める喫茶店に、毎回コージー冨田や原口あきまさなどのモノマネ芸人扮する有名人たちが集まるという体で行われたコーナー。大物が来店するらしいとの情報を聞き付けたネプチューンが、誰が迎えに行くかをジャンケンで決め、負けた者が数分後にその大物に成りすまして1分間のショーを行うというものだった。
このコーナーで、加藤茶がザ・ドリフターズの当時のリーダー・いかりや長介のモノマネをした。

### 子供とガチンコなぞなぞ寿司ネタクイズ
堀内が進行役を務めたクイズコーナーで、「祈願成就!出張ネプ投げ」終了後の代替企画としてスタートした。名倉と原田に2組のゲストを加えた「大人チーム」対4人の「子供チーム」でなぞなぞ勝負をし、勝った方が高級寿司を食べられるというルールで行われた。

### 俺のこと知ってる?知名度選手権
ネプチューンの3人にゲストを加えた4人が街を行く一般人に声を掛け、自分の名前をフルネームで書いてもらうことで知名度を競っていたコーナー。自分の名前をきちんと答えられた者の年齢がそのまま自身の得点となり、100点に到達すれば勝ち抜けというルールで行われた。最後に残った者には、恥ずかしい格好で自分の名前が書いてあるたすきを掛けて自身の宣伝をしなければならないという罰ゲームが待っていた。

### ネプライド2000
彼氏が「浮気症」「彼女をないがしろにする」「働かない」などといったダメ男で悩んでいるという一般女性に代わって、ジャガー横田やアジャ・コングなどの女子プロレスラーがダメ彼氏にプロレス技でお仕置きをしていた企画。プロレス同様のリング上で、お仕置きを受ける彼氏はグローブとヘッドギアは着けさせてもらえるものの、1ラウンド3分間無抵抗のままプロレス技を受け続けなければならない。
1ラウンドの間にリングサイドで見守る（あるいは見放し続ける）彼女が彼氏を許せば、彼女はリングにタオルを投入しお仕置きは終了となる。開始数秒でタオルを投げすぐに彼氏を許す女性、3分間目一杯お仕置きを受けさせたのちに舞台裏で仲直りするカップル、散々お仕置きを受けさせても最後まで彼氏を許さずに1人で退場していく女性（カップルはそのまま別れてしまう）など様々であった。

### トークネプチューン
コントコーナー。ゲストとのトークを展開する途中、宝物を傷つけたり失礼な言動をしたりして大喧嘩へと発展し、最後には「仕方が無い」という理由で仲直りするというのが定番だった。

### ホリケンの乳揉まれたい選手権
天使に扮した堀内が、ハガキを出した女性視聴者の胸を揉むという企画。さすがに問題になったのか、短期間で終了した。

## 放送局

### ネプいっ!
| 放送対象地域 | 放送局       | 系列           | 放送日時                                                                                                  | 備考                |
| ------------ | ------------ | -------------- | --- | ------------------- |
| 関東広域圏   | テレビ朝日   | テレビ朝日系列 | 金曜 26:00 - 26:30 （1998年10月2日 - 1999年3月19日） 土曜 25:11 - 25:40 （1999年4月3日 - 1999年9月25日）  | 製作局              |
| 中京広域圏   | 名古屋テレビ | テレビ朝日系列 | 金曜 25:58 - 26:28 （1998年10月16日 - 1999年3月19日） 水曜 24:58 - 25:28 （1999年4月7日 - 1999年10月6日） | 14日遅れ → 11日遅れ |

### おネプ!
| 放送対象地域 | 放送局       | 系列           | 放送日時                                                                                                  | 備考                  |
| ------------ | ------------ | -------------- | --- | --------------------- |
| 関東広域圏   | テレビ朝日   | テレビ朝日系列 | 土曜 22:58 - 23:30 （1999年10月2日 - 2000年3月25日） 月曜 23:09 - 23:54 （2000年4月3日 - 2001年3月26日）  | 製作局                |
| 中京広域圏   | 名古屋テレビ | テレビ朝日系列 | 水曜 24:58 - 25:28 （1999年10月13日 - 2000年3月29日） 月曜 23:09 - 23:54 （2000年4月3日 - 2001年3月26日） | 11日遅れ → 同時ネット |